# Averdoingt
Averdoingt est une commune française située dans le département du Pas-de-Calais en région Hauts-de-France. Ses habitants sont appelés les Averdoingtois.
La commune fait partie de la communauté de communes du Ternois qui regroupe 103 communes et compte 37 469 habitants en 2021.

## Géographie

### Localisation
Localisée dans le sud-est du département du Pas-de-Calais, Averdoingt est une commune rurale située, à vol d'oiseau, à 8 km au sud-est de la commune de Saint-Pol-sur-Ternoise et à 24 km au nord-ouest de la commune d’Arras (chef-lieu d'arrondissement).
Le territoire de la commune est limitrophe de ceux de sept communes.
Les communes limitrophes sont Bailleul-aux-Cornailles, Ligny-Saint-Flochel, Maizières, Penin, Ternas, Tincques et Gouy-en-Ternois.

### Géologie et relief
La superficie de la commune est de 8,33 km2 ; son altitude varie de 123  à   156 mètres.

### Hydrographie
Le territoire de la commune est situé dans le bassin Artois-Picardie. Elle n'est drainée par aucun cours d'eau,.

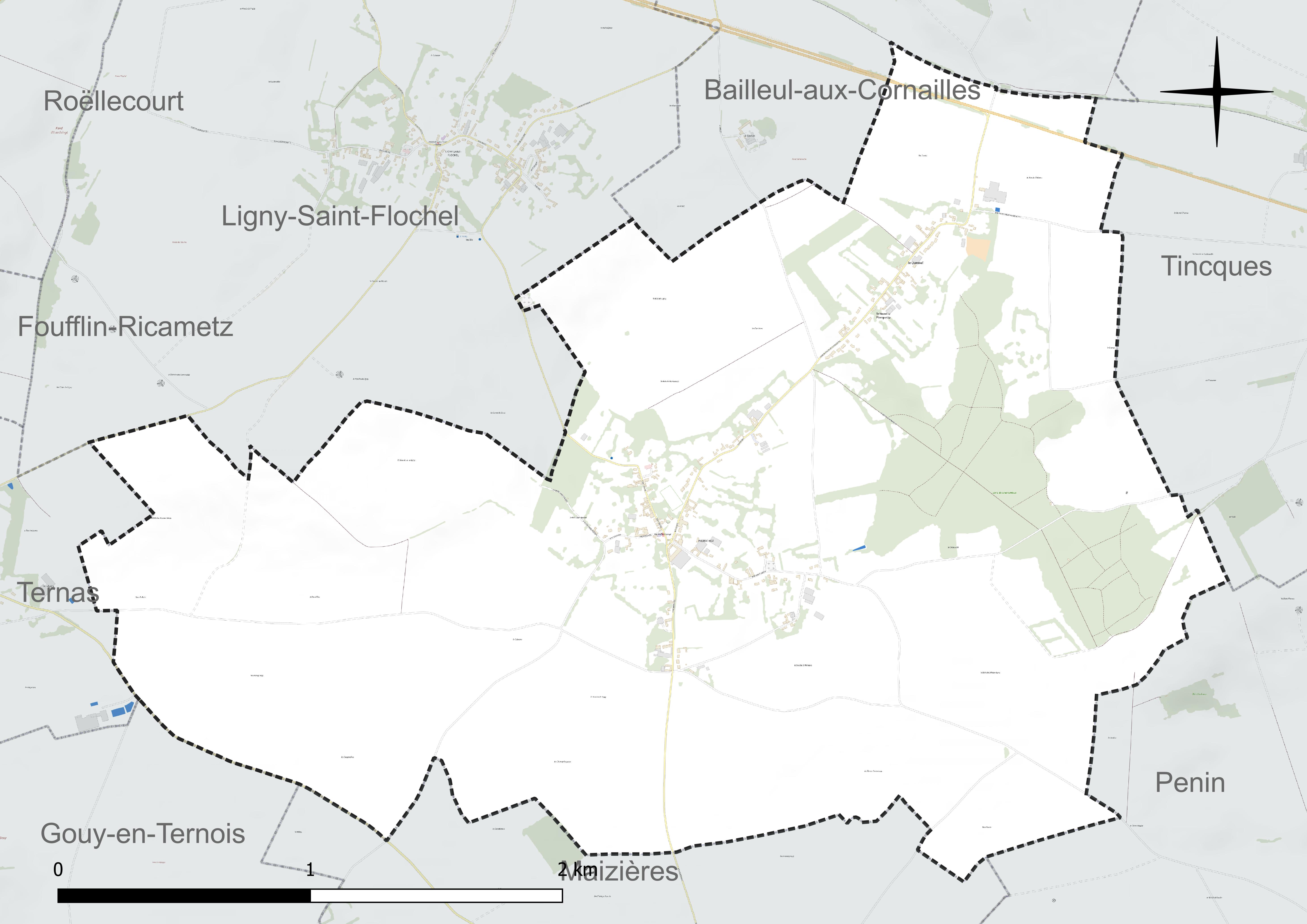
Réseau hydrographique d'Averdoingt.

### Climat
Pour des articles plus généraux, voir Climat des Hauts-de-France et Climat du Pas-de-Calais.
En 2010, le climat de la commune est de type climat des marges montargnardes, selon une étude du CNRS s'appuyant sur une série de données couvrant la période 1971-2000. En 2020, Météo-France publie une typologie des climats de la France métropolitaine dans laquelle la commune est exposée à un climat océanique et est dans la région climatique Côtes de la Manche orientale, caractérisée par un faible ensoleillement (1 550 h/an) ; forte humidité de l'air (plus de 20 h/jour avec humidité relative > 80 % en hiver), vents forts fréquents.
Pour la période 1971-2000, la température annuelle moyenne est de 10 °C, avec une amplitude thermique annuelle de 14,1 °C. Le cumul annuel moyen de précipitations est de 873 mm, avec 13 jours de précipitations en janvier et 9,3 jours en juillet. Pour la période 1991-2020, la température moyenne annuelle observée sur la station météorologique la plus proche, située sur la commune de Saulty à 16 km à vol d'oiseau, est de 10,4 °C et le cumul annuel moyen de précipitations est de 899,7 mm,. Pour l'avenir, les paramètres climatiques de la commune estimés pour 2050 selon différents scénarios d'émission de gaz à effet de serre sont consultables sur un site dédié publié par Météo-France en novembre 2022.

### Paysages
Pour un article plus général, voir Paysage en France.
La commune s'inscrit dans les « paysages du Ternois » tels qu'ils sont définis dans l'atlas de paysages de la région Nord-Pas-de-Calais, conçu par la direction régionale de l'Environnement, de l'Aménagement et du Logement (DREAL),.
Ces « paysages du Ternois », qui concernent 138 communes avec trois pôles d'attraction que sont Hesdin-la-Forêt à l'ouest, Saint-Pol-sur-Ternoise à l'est et, dans une moindre mesure, Frévent en lisière sud, sont délimités par deux cours d'eau : la Canche au sud et la Ternoise au nord. Ces paysages sont composés de plateaux, de vallées et de bocages. Les plateaux du Ternois montrent une structure tabulaire assez plane et une altitude assez régulière avec des points culminants entre 150  à   160 m.
Le territoire d'une vingtaine de kilomètres du nord au sud et d'est en ouest, est traversé par la D 939 reliant Saint-Pol-sur-Ternoise à Hesdin-la-Forêt, par la D 912 entre Saint-Pol-sur-Ternoise et Frévent et par la ligne ferroviaire de Saint-Pol-sur-Ternoise à Étaples dans la vallée de la Canche. La position excentrée, en l'absence de grands axes autoroutiers ou ferrés structurants, a permis au Ternois de conserver un caractère rural.
Au niveau de l'occupation des sols de ces « paysages du Ternois », les surfaces cultivées représentent 66,80 % de la surface totale et sont omniprésentes sur les plateaux avec majoritairement la culture de la betterave et de la pomme de terre, les prairies naturelles, permanentes 19 %, les forêts, comme la forêt d'Hesdin, et milieux semi-naturels 7,26 %, présentes dans les deux principales vallées de la Ternoise et de la Canche, les espaces artificialisés 3,22 % avec principalement les communes de Saint-Pol-sur-Ternoise, Hesdin-la-Forêt et Frévent, les espaces industriels 0,52 % et les cours d'eau et plans d'eau 0,21 %.

## Urbanisme

### Typologie
Au 1er janvier 2024, Averdoingt est catégorisée commune rurale à habitat dispersé, selon la nouvelle grille communale de densité à sept niveaux définie par l'Insee en 2022.
Elle est située hors unité urbaine. Par ailleurs la commune fait partie de l'aire d'attraction de Saint-Pol-sur-Ternoise, dont elle est une commune de la couronne,. Cette aire, qui regroupe 72 communes, est catégorisée dans les aires de moins de 50 000 habitants,.

### Occupation des sols
L'occupation des sols de la commune, telle qu'elle ressort de la base de données européenne d'occupation biophysique des sols Corine Land Cover (CLC), est marquée par l'importance des territoires agricoles (87,5 % en 2018), une proportion identique à celle de 1990 (87,5 %). La répartition détaillée en 2018 est la suivante : 
terres arables (70,5 %), prairies (17,1 %), forêts (8,6 %), zones urbanisées (3,9 %). L'évolution de l'occupation des sols de la commune et de ses infrastructures peut être observée sur les différentes représentations cartographiques du territoire : la carte de Cassini (XVIIIe siècle), la carte d'état-major (1820-1866) et les cartes ou photos aériennes de l'IGN pour la période actuelle (1950 à aujourd'hui).

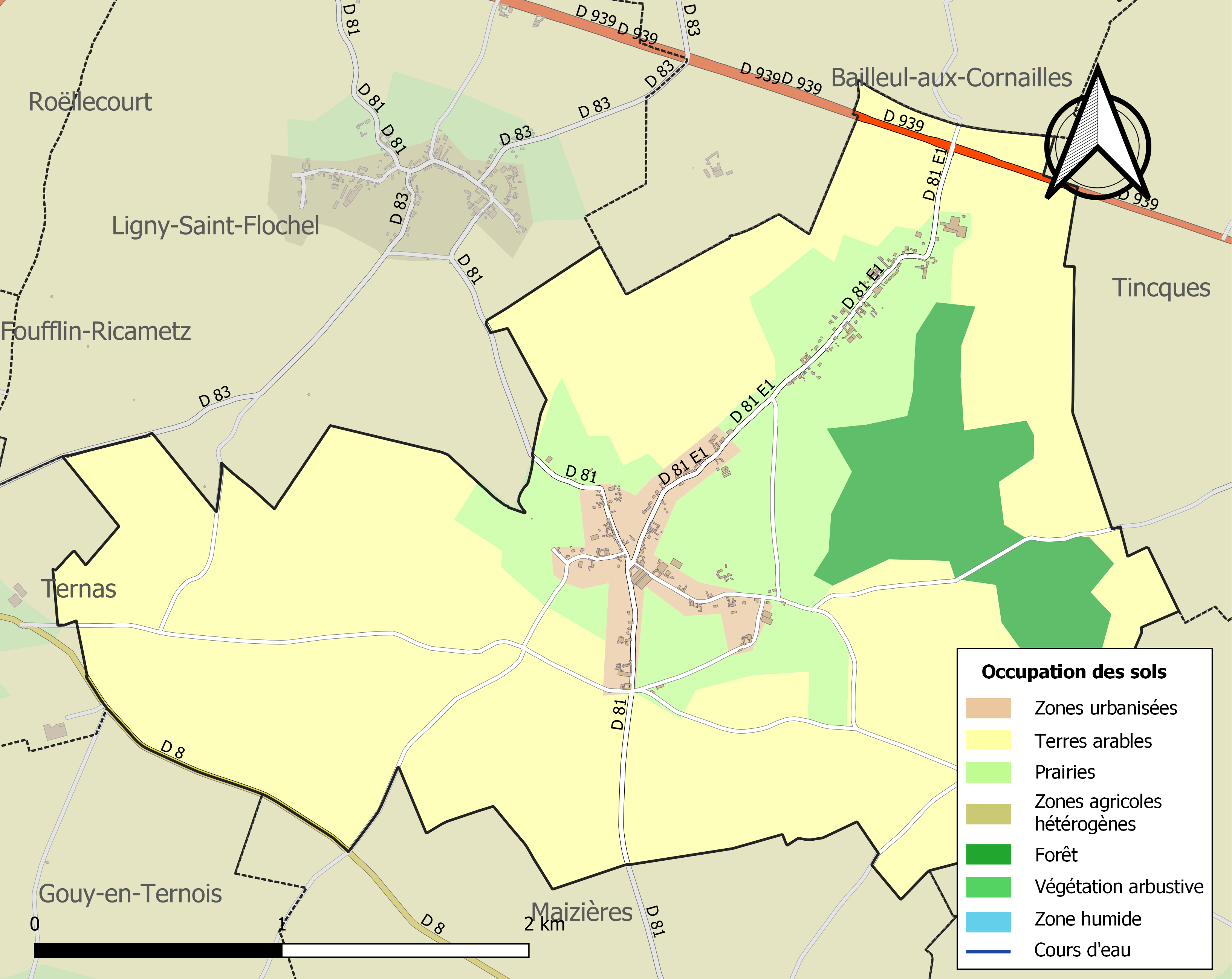
Carte des infrastructures et de l'occupation des sols de la commune en 2018 (CLC).

## Toponymie
Le nom de la localité est attesté sous les formes Haverdoeng (1072), Averdun (1142), Averdoung (1152), Averdon (1141-1150), Averdoing (1793) et Averdoingt depuis 1801.
Du gaulois eburo, « if » » et du radical indo-européen *dhun-, associant un relief et un habitat défendu « dune », à l’origine d’une racine celtique *dhuno dont le premier sens aurait été « clôture, zone enclose », d’où le gaulois  dūnum qui a pris le sens de « citadelle, enceinte fortifiée » et, par métonymie, celui de « colline, mont » puisque la plupart des citadelles étaient bâties sur des hauteurs.

## Histoire
Le 25 février 1582, est rendue une sentence de noblesse en faveur de Charles Gaultier, demeurant à Averdoing, bailli général des terres et seigneuries de Beaurepaire, Beaumont, Caucourt, fils de Jean, à son trépas greffier du bailliage de Lens; ce dernier, était fils de Louis lui-même frère de maître Jacques Gaultier, en son temps chapelain domestique de Charles V empereur (Charles Quint), qui avait obtenu des lettres d'anoblissement tant pour lui que pour ses frères Louis et Guillaume Gaultier, le 6 août 1524, et dont le dit Charles demande l'enregistrement.
Jacques Bridoul III (1652-1727), écuyer, est seigneur d'Averdoing et du Burgau. Fils de Jacques Bridoul II, écuyer, seigneur de Burgau, licencié en droit, bourgeois de Lille, conseiller assesseur en la gouvernance de Lille, confirmé dans sa noblesse en mars 1676 et de Marie-Madeleine de Lannoy, il est baptisé à Lille  le 25 avril 1652, devient bourgeois de Lille le 5 mai 1679 et meurt à Lille le 4 janvier 1727. Il prend pour femme à Lille le 11 janvier 1679 Anne-Marie-Catherine Lefebvre-Delattre, fille de Charles II , seigneur de Biache, et de Jossine le Petit. Elle meurt à Lille le 13 août 1712,.
Pendant la Première Guerre mondiale, en juillet 1915 et août 1915, des troupes françaises établissent leur cantonnement dans la commune située à l'arrière du front de l'Artois.

## Politique et administration

### Découpage territorial
La commune se trouve dans l'arrondissement d'Arras du département du Pas-de-Calais.

#### Commune et intercommunalités
La commune faisait partie de la communauté de communes du Saint-Polois créée fin 1995.
Dans le cadre de la réforme des collectivités territoriales françaises, par la loi de réforme des collectivités territoriales du 16 décembre 2010 (dite loi RCT)  destinée à permettre notamment l'intégration de la totalité des communes dans un EPCI à fiscalité propre, la suppression des enclaves et discontinuités territoriales et les modalités de rationalisation des périmètres des établissements publics de coopération intercommunale et des syndicats mixtes existants, cette intercommunalité fusionne avec sa voisine, la communauté de communes du pays d'Heuchin, formant le 1er janvier 2013 la communauté de communes des Vertes Collines du Saint-Polois.
Un nouveau mouvement de regroupement intercommunal intervient dans le cadre des dispositions de la loi portant nouvelle organisation territoriale de la République (Loi NOTRe) du 7 août 2015, qui prévoit que les établissements publics de coopération intercommunale (EPCI) à fiscalité propre doivent avoir un minimum de 15 000 habitants. À l'initiative des intercommunalités concernées, la Commission départementale de coopération intercommunale (CDCI) adopte le 26 février 2016 le principe de la fusion de : 

- la communauté de communes de l'Auxillois, regroupant 16 communes dont une de la Somme et 5 217 habitants ;

- la communauté de communes de la région de Frévent, regroupant 12 communes et 6 567 habitants ;

- de la communauté de communes des Vertes Collines du Saint-Polois, regroupant 58 communes et 19 585 habitants

- de la communauté de communes du Pernois, regroupant 18 communes et 7 114 habitants. Le Schéma départemental de coopération intercommunale (SDCI), intégrant notamment cette évolution, est approuvé par un arrêté préfectoral du 30 mars 2016,.
La communauté de communes du Ternois, qui résulte de cette fusion et dont la commune fait désormais partie, est créée par un arrêté préfectoral qui a pris effet le 1er janvier 2017.

#### Circonscriptions administratives
La commune faisait partie depuis 1801 du canton d'Aubigny-en-Artois . Dans le cadre du redécoupage cantonal de 2014 en France, la commune est intégrée au canton de Saint-Pol-sur-Ternoise.

#### Circonscriptions électorales
Pour l'élection des députés, la commune fait partie de la première circonscription du Pas-de-Calais.

### Élections municipales et communautaires

#### Liste des maires
| Période                                  | Période                       | Identité      | Étiquette | Qualité                                                                    |
| ---------------------------------------- | ----------------------------- | ------------- | --------- | -------------------------------------------------------------------------- |
| Les données manquantes sont à compléter. |                               |               |           |                                                                            |
| mars 2001                                | En cours (au 31 janvier 2022) | Damien Montel | UMP       | Agriculteur Réélu pour le mandat 2014-2020 Réélu pour le mandat 2020-2026, |

## Équipements et services publics

### Équipements
La commune s'est dotée en 2015 une salle multi-activités de plus de 300 m2 juxtaposée à l'ancien café « Chez Dudu », racheté par la commune lors de sa fermeture en 2008.

### Justice, sécurité, secours et défense
La commune dépend du tribunal judiciaire d'Arras, du conseil de prud'hommes d'Arras, de la cour d'appel de Douai, du tribunal de commerce d'Arras, du tribunal administratif de Lille, de la cour administrative d'appel de Douai et du tribunal pour enfants d'Arras.

## Population et société

### Démographie
Les habitants de la commune sont appelés les Averdoingtois.

#### Évolution démographique
L'évolution du nombre d'habitants est connue à travers les recensements de la population effectués dans la commune depuis 1793. Pour les communes de moins de 10 000 habitants, une enquête de recensement portant sur toute la population est réalisée tous les cinq ans, les populations de référence des années intermédiaires étant quant à elles estimées par interpolation ou extrapolation. Pour la commune, le premier recensement exhaustif entrant dans le cadre du nouveau dispositif a été réalisé en 2008.

En 2022, la commune comptait 293 habitants, en évolution de +0,69 % par rapport à 2016 (Pas-de-Calais : −0,72 %, France hors Mayotte : +2,11 %).
| 1793 | 1800 | 1806 | 1821 | 1831 | 1836 | 1841 | 1846 | 1851 |
| ---- | ---- | ---- | ---- | ---- | ---- | ---- | ---- | ---- |
| 359  | 306  | 367  | 389  | 389  | 395  | 372  | 383  | 402  |

| 1856 | 1861 | 1866 | 1872 | 1876 | 1881 | 1886 | 1891 | 1896 |
| ---- | ---- | ---- | ---- | ---- | ---- | ---- | ---- | ---- |
| 400  | 399  | 381  | 383  | 378  | 362  | 362  | 338  | 321  |

| 1901 | 1906 | 1911 | 1921 | 1926 | 1931 | 1936 | 1946 | 1954 |
| ---- | ---- | ---- | ---- | ---- | ---- | ---- | ---- | ---- |
| 311  | 319  | 292  | 337  | 325  | 305  | 286  | 288  | 266  |

| 1962 | 1968 | 1975 | 1982 | 1990 | 1999 | 2006 | 2008 | 2013 |
| ---- | ---- | ---- | ---- | ---- | ---- | ---- | ---- | ---- |
| 222  | 221  | 208  | 207  | 244  | 251  | 263  | 266  | 285  |

| 2018 | 2022 | - | - | - | - | - | - | - |
| ---- | ---- | - | - | - | - | - | - | - |
| 294  | 293  | - | - | - | - | - | - | - |

#### Pyramide des âges
En 2018, le taux de personnes d'un âge inférieur à 30 ans s'élève à 33,0 %, soit en dessous de la moyenne départementale (36,7 %). De même, le taux de personnes d'âge supérieur à 60 ans est de 23,5 % la même année, alors qu'il est de 24,9 % au niveau départemental.
En 2018, la commune comptait 146 hommes pour 148 femmes, soit un taux de 50,34 % de femmes, légèrement inférieur au taux départemental (51,5 %).
Les pyramides des âges de la commune et du département s'établissent comme suit.
| Hommes | Classe d’âge | Femmes |
| ------ | ------------ | ------ |
| 0,7    | 90 ou +      | 2,7    |
| 7,5    | 75-89 ans    | 7,4    |
| 13,7   | 60-74 ans    | 14,9   |
| 17,8   | 45-59 ans    | 18,9   |
| 28,8   | 30-44 ans    | 21,6   |
| 13,0   | 15-29 ans    | 12,8   |
| 18,5   | 0-14 ans     | 21,6   |

| Hommes | Classe d’âge | Femmes |
| ------ | ------------ | ------ |
| 0,5    | 90 ou +      | 1,6    |
| 5,6    | 75-89 ans    | 8,9    |
| 16,7   | 60-74 ans    | 18,1   |
| 20,2   | 45-59 ans    | 19,2   |
| 18,9   | 30-44 ans    | 18,1   |
| 18,2   | 15-29 ans    | 16,2   |
| 19,9   | 0-14 ans     | 17,9   |

## Économie

### Revenus de la population et fiscalité
En 2019, dans la commune, il y a 107 ménages fiscaux qui comprennent 283 personnes pour un revenu médian disponible par unité de consommation de 22 260 euros, soit supérieur au revenu médian de la France métropolitaine qui est de 21 930 euros,.

### Entreprises et commerces
Le café, qui est le dernier commerce du village a été cédé par la commune en 2014 à un jeune commerçant, qui le fait revivre avec de nombreuses animations et une extension de son activité vers la brasserie certains soirs et les jeux à gratter,.

## Culture locale et patrimoine

### Lieux et monuments

#### Monument historique
- L'église Saint-Léger fait l'objet d'une inscription au titre des monuments historiques depuis le 10 juin 1926[46].

#### Autres lieux et monuments
- Le monument aux morts[47].

### Personnalités liées à la commune
- Charles Aimé Joseph Daverdoing (1813)1895), peintre, mort à Averdoingt.

### Héraldique
| Armes d'Averdoingt | Les armes d'Averdoingt se blasonnent ainsi : D'argent au lion de sinople. |

## Pour approfondir